# New York (Glee)
New York je dvacátá druhá a poslední epizoda druhé série amerického hudebního televizního seriálu Glee a v celkovém pořadí čtyřicátá čtvrtá epizoda. Epizodu napsal a režíroval tvůrce seriálu Brad Falchuk, částečně se natáčela v New Yorku a poprvé se vysílala ve Spojených státech dne 24. května 2011 na televizním kanálu Fox. S rozpočtem 6 milionů amerických dolarů se stala dosud nejdražší epizodou tohoto seriálu. Získala nominaci na cenu Emmy v kategorii nejlepší kostýmy pro seriál. V epizodě se jako hosté objeví mimo jiné Patti LuPone, která hraje sama sebe a dále hostující hvězdy Jonathan Groff, Cheyenne Jackson a Charice. Školní sbor střední školy Williama McKinleyho, New Directions, vystupuje na národním kole soutěže sborů v New Yorku a končí na dvanáctém místě. Během svého pobytu členové sboru navštíví památky jako Times Square a Central Park. Rachel (Lea Michele) a Kurt (Chris Colfer) zpívají píseň na broadwayském jevišti a také i jejich vedoucí, Will Schuester (Matthew Morrison).
Epizoda a hudební vystoupení v ní obsažené získaly smíšené recenze od kritiků. Mnoho scén bylo chváleno, včetně epilogu, když se sbor vrátí do Limy, ale recenzenti zkritizovali fakt, že sbor přijel do New Yorku a ještě neměl napsané písně, což jim přišlo velice nelogické. Původní písně v soutěži se setkaly s velkou škálou názorů, stejně jako většina cover verzí. V epizodě zaznělo pět původních písní a pět cover verzí a všechny kromě jedné byly vydány jako singly; tři z původních a dvě z coverů se umístili v žebříčku Billboard Hot 100. V původním vysílání epizodu sledovalo celkem 11,80 milionů amerických diváků a získala 4,6/11 Nielsenova ratingu/podílu na trhu ve věkovém okruhu od osmnácti do čtyřiceti devíti let. Celková sledovanost epizody a ratingy výrazně vzrostly oproti předchozí epizodě s názvem Pohřeb.

## Děj epizody
Sbor střední školy Williama McKinleyho, New Directions, cestuje do New York City, aby soutěžil v národním kole soutěže sborů. Vedoucí sboru Will Schuester (Matthew Morrison) dá studentům za úkol, aby napsali dvě vlastní písně a odchází na procházku. Po hodinách strávených psaní písní vytvoří pouze "My Cup", což zazpívají Brittany (Heather Morris), Artie (Kevin McHale) a Puck (Mark Salling). Snaží se najít novou inspiraci pro psaní písní a tak poznávají město a zpívají mashup písní "I Love New York" a "New York, New York".
Mezitím Will navštěvuje divadlo, kde se bude uvádět CrossRhodes, muzikál April Rhodes, do kterého je tajně zapojený. Na jevišti zpívá "Still Got Tonight". Když se vrátí, zjistí, že je sbor otřesen, když slyšeli o jeho broadwayských plánech od Dustina Goolsbyho (Cheyenne Jackson), vedoucího rivalského sboru Vocal Adrenaline. Will členy sboru ujišťuje, že nyní se jeho sen zpívat na Broadwayi naplnil a vybral si, že zůstane s New Directions.
Finna (Cory Monteith) povzbudí mužští členové sboru, a tak pozve Rachel na schůzku do Central Parku. Užijí si večeři v restauraci Sardi's, kde potkají Patti LuPone. Když se jejich schůzka blíží ke konci, tak jim Puck, Artie, Sam (Chord Overstreet) a Mike (Harry Shum mladší) zazpívají "Bella Note". Rachel se cítí rozpolcená mezi svými city k Finnovi a snu býti na Broadwayi a odchází poté, co ho odmítla políbit. Následující den po snídani u Tiffanyho se Rachel a Kurt (Chris Colfer) vplíží na jeviště divadla, kde se uvádí muzikál Čarodějka a zpívají zde společně duet "For Good". Rachel si uvědomí, že její pravou láskou je Broadway a oba dva si slíbí, že se do New Yorku vrátí jako do místa, kde budou studovat vysokou školu.
Na národním kole Rachel narazí na nervózní Sunshine Corazon (Charice). Omlouvá se ji, že jí připravila nemilé přivítání na McKinleyově střední a přiznává, že žárlila na její talent. Nabídne Sunshine svou podporu a znovu ji podporuje, když Sunshine zpívá úvodní píseň "As Long As You're There" se zbytkem Vocal Adrenaline.
Hudební blok New Directions začíná, když Rachel a Finn zpívají duet "Pretending", který Finn napsal jako svou vlastní píseň. Nadšené publikum ztichne, když se na konci duetu políbí. Sbor ukončuje své vystoupení písní "Light Up the World" a od publika získává potlesk vestoje. Žárlivý Jesse St. James (Jonathan Groff) po vystoupení konfrontuje Finna a tvrdí, že díky neprofesionálnímu polibku přišli o první místo. New Directions není jeden z deseti sborů, které postupují do finále konající se příští den a končí na dvanáctém místě z padesáti soutěžících sborů.
Zpátky v Ohiu, Kurt líčí své zážitky z New Yorku svému příteli Blainovi (Darren Criss) a navzájem si vyznají lásku. Je vyzrazeno, že Sam a Mercedes (Amber Riley) spolu tajně chodí. Santana (Naya Rivera) a Brittany potvrzují své přátelství a Brittany řekne Santaně, že ji nikdy nikoho nemilovala více než právě ji. Rachel se setkává s Finn a společně se zamyslí nad svým polibkem v národním kole; Finn ji připomene, že má stále rok k absolvování školy a políbí ji.

## Seznam písní
- Úvodní píseň z filmu New York, New York
- "My Cup"
- "I Love New York / New York, New York"
- "Still Got Tonight"
- "Bella Notte"
- "For Good"
- "Yeah!"
- "As Long As You're There"
- "Pretending"
- "Light Up the World"

## Hrají
| Dianna Agron     | Quinn Fabray          |
| Chris Colfer     | Kurt Hummel           |
| Jessalyn Gilsig  | Terri Schuester       |
| Jane Lynch       | Sue Sylvester         |
| Jayma Mays       | Emma Pillsburry       |
| Kevin McHale     | Artie Abrams          |
| Lea Michele      | Rachel Berry          |
| Cory Monteith    | Finn Hudson           |
| Heather Morris   | Brittany Pierce       |
| Matthew Morrison | William Schuester     |
| Mike O'Malley    | Burt Hummel           |
| Amber Riley      | Mercedes Jones        |
| Naya Rivera      | Santana Lopez         |
| Mark Salling     | Noah „Puck“ Puckerman |
| Jenna Ushkowitz  | Tina Cohen-Chang      |